# Javon
Javon is een historisch motorfietsmerk. De bedrijfsnaam was afgeleid van J.A. Vogler Fahrzeugbau, Nürnberg-Zabo.
Vogler begon in 1928 met de productie van motorfietsen met 142- en 198cc-tweetaktmotoren van onbekende herkomst. Voor de viertaktmotoren, die in 198- en 498 cc geleverd werden, kocht hij Britse JAP-zijklepmotoren in. Deze motorblokken werden in tamelijk afwijkende frames gemonteerd. In 1931 moest het bedrijf de productie beëindigen.